# Auflage (Zivilrecht)
Als Auflage bezeichnet man im deutschen Zivilrecht eine Willenserklärung, die bei einseitigen oder nur einseitig verpflichtenden Rechtsgeschäften hinzutritt und nach der ein anderer zu einer Leistung verpflichtet sein soll. Sie ist Ausdruck der Vertragsfreiheit.

## Die Auflage bei der Schenkung
Die Schenkung ist eine unentgeltliche Zuwendung, d. h. rechtlich von einer den Erwerb ausgleichenden Gegenleistung unabhängig (§ 516 Abs. 1 BGB).
Bei der Schenkung unter Auflage wird dem Beschenkten jedoch eine bestimmte Leistungspflicht (Vollziehung der Auflage) auferlegt (§ 525 BGB). Ob Unentgeltlichkeit vorliegt oder nicht, lässt sich einzig anhand des nach den § 133, § 157 BGB auszulegenden Parteiwillens feststellen.
Beispiel für eine Schenkung unter Auflage: Frau S. schenkt ihrer Heimatstadt drei Mietshäuser mit der Auflage, dass 30 % der Wohnungen an bedürftige Familien mit Kindern vermietet werden müssen. 
Vollzieht der Beschenkte die Auflage nicht, kann der Schenker die Rückgabe des Geschenks verlangen (§ 527 BGB). Der Beschenkte kann die Vollziehung der Auflage jedoch verweigern, wenn der Wert der Zuwendung die Höhe der zur Vollziehung der Auflage erforderlichen Aufwendungen nicht erreicht (§ 526 BGB).

## Die Auflage im Erbrecht
Der Erblasser kann durch Testament den Erben oder einen Vermächtnisnehmer zu einer Leistung verpflichten, ohne einem anderen ein Recht auf die Leistung zuzuwenden (Auflage, § 1940 BGB). Gegenstand einer Auflage im Sinne des § 1940 BGB kann ein Tun oder Unterlassen jeglicher Art sein, das auch Gegenstand eines Schuldverhältnisses sein könnte. Dieses muss nicht vermögensrechtlichen Inhalts sein. Als Beispiele kommen Pflege des Grabes, Veranstaltungen zur Erinnerung an den Verstorbenen, insbesondere aber Verfügungsverbote über bestimmte Gegenstände des Nachlasses in Betracht.
Auf eine Auflage finden bestimmte für das Vermächtnis geltende Vorschriften entsprechende Anwendung (§ 2192 BGB). Der wesentliche Unterschied besteht jedoch darin, dass eine Auflage im Gegensatz zu einem Vermächtnis niemanden begünstigt, sodass der mit der Auflage Beschwerte hierbei nur mit der Pflicht der Erfüllung belastet wird.
Die Vollziehung einer Auflage können nur der Erbe, der Miterbe und derjenige verlangen, welchem der Wegfall des mit der Auflage Beschwerten unmittelbar zustattenkommen würde (§ 2194 BGB, im Jargon Neiderbe genannt). Beachtet also z. B. der mit der Auflage der Grabpflege beschwerte Erbe die Auflage nicht, so kann die Erfüllung von demjenigen gerichtlich durchgesetzt werden, der Erbe wäre, wenn nicht der Beschwerte geerbt hätte. Dieser kann im Falle der Weigerung unter Umständen auch Herausgabe der Zuwendung verlangen, mit der die Auflage verbunden war. Die Zuwendung hat jedoch auch dann Bestand, wenn die Auflage nicht erfüllt wird.
Der Erblasser kann im Testament auch einen Testamentsvollstrecker bestimmen, der die Erfüllung der Auflage gegebenenfalls gerichtlich durchsetzt.